# Lawrence Lessig
Lawrence Lessig (Dakota del Sud, 3 de juny de 1961) és un advocat i professor de Dret de la Universitat Stanford, especialitzat en dret informàtic. Fundador del Centre per Internet i la Societat de la universitat, a més de la iniciativa Creative Commons.
També és l'autor del llibre Free Culture ('Cultura lliure'), subtitulat How big media uses technology and the law to lock down culture and control creativity, on defensa el copyleft com a nou paradigma pel desenvolupament cultural i científic des d'Internet, recolzant-se en el moviment del programari lliure de Richard Stallman. Lessig és un reconegut crític de les implicacions dels drets d'autor.
A la iCommons iSummit 07 Lessig va anunciar que havia abandonat la seva dedicació als temes de propietat intel·lectual per tal de concentrar-se als problemes de corrupció al sistema polític.

## Biografia
Va cursar els seus estudis a la Universitat de Pennsilvània, al Trinity College de Cambridge i a la Universitat Yale, per esdevenir posteriorment professor de Dret a la Universitat Harvard i de Chicago. El 2002 Lessig va obtenir el FSF Award for the Advancement of Free Software de la Free Software Foundation (FSF), i el 28 de març de 2004 va ser escollit per formar part de la Junta Directiva de la FSF.

## Obres
- Code and Other Laws of Cyberspace ("Codi, altres lleis del ciberespai", 2000)
- The Future of Ideas ("El futur de les idees", 2001)
- Free Culture ("Cultura lliure", 2004)
- Code: Version 2.0 (2006)
- Remix: Making Art and Commerce Thrive in the Hybrid Economy (2008)